# Habrodesmoides costalimai
Habrodesmoides costalimai är en mångfotingart som först beskrevs av Christoph D. Schubart 1945.  Habrodesmoides costalimai ingår i släktet Habrodesmoides och familjen orangeridubbelfotingar. Inga underarter finns listade i Catalogue of Life.